# Jakow Iwanowitsch Sedow-Serow

Jakow Iwanowitsch Sedow

Jakow Iwanowitsch Sedow-Serow, geboren Jakow Iwanowitsch Serow, (russisch Яков Иванович Седов-Серов; * 1878 im Dorf Makowo, Gouvernement Kaluga; † 1964 in Leningrad) war ein russisch-sowjetischer Pilot mit dem Pseudonym Sedow.

## Leben
Sedow stammte aus einer Bauernfamilie. Nach dem Tod des Vaters Iwan Fomitsch Serow 1888 zog die Mutter Anna Iwanowna geborene Iwanowa († 1930) mit ihrem Sohn nach Kiew und dann nach Odessa, wo sie als Haushaltshilfe in wohlhabenden Familien arbeitete (bis 1922). Sedow besuchte 1891–1895 in Odessa die Schifffahrtsgewerbeschule. 1896 ging er nach Kiew und arbeitete in einer privaten Schlosserei. 1902 kam er nach Odessa zurück und arbeitete als Schlosser und dann als Dreher in den Mechanischen Werkstätten der Odessaer Reederei. Er nahm an Radrennen teil und lernte Michail Nikiforowitsch Jefimow und Sergei Issajewitsch Utotschkin kennen. 1907 wurde Sedow Maschinist auf dem Eisbrecher Polesny der Odessaer Reederei. Als 1909 Jefimow nach Mourmelon-le-Grand ging, begleitete Sedow ihn als Mechaniker und Schüler und lernte in der Farman-Flugzeugreparatur- und Piloten-Schule.

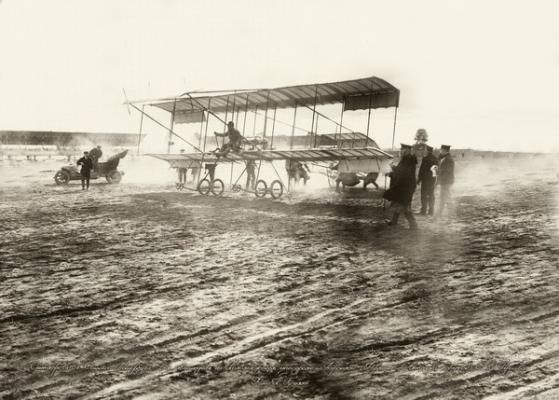
Farman IV

Ab 1910 lebte Sedow in Sewastopol und arbeitete als Ausbilder an der Militärluftfahrtschule. Im Herbst 1910 führte er in Moskau mit einer Farman IV der Dux Fahrradwerke seinen ersten öffentlichen Flug durch. Im Frühjahr 1911 flog er auf Vorschlag Jefimows mit einer Farman IV von Sewastopol nach Harbin, Wladiwostok, Blagoweschtschensk, Tschita, Irkutsk, Tomsk, Nowonikolajewsk, Omsk und Petropawlowsk, um für die Luftfahrt zu werben. In Irkutsk erhielt er von der lokalen Abteilung des Allrussischen Aeroclubs das erste sibirische Fliegerdiplom.
1912–1913 gehörte Sedow zu Sergei Sergejewitsch Schtschetinins Piloten-Freiwilligengruppe, die an den Balkankriegen teilnahm. Bei der Rückkehr erhielt er von Großfürst Alexander Michailowitsch ein silbernes Ehrenzeichen für die besonderen Verdienste um die Entwicklung der russischen Luftfahrt. Im Februar 1914 erhielten die Mitglieder der Pilotengruppe in der Bulgarischen Botschaft den bulgarischen Militärverdienstorden. Sedow arbeitete nun in St. Petersburg/Petrograd als Testpilot des Schtschetinin-Flugzeugwerks. Nach der Oktoberrevolution erlitt er 1919 einen schweren Flugunfall.
1923 zog sich Sedow aus der aktiven Fliegerei zurück. Er arbeitete in Leningrad im Montagewerk des Werks Nr. 3 Roter Flieger. 1928 wurde er Mitglied der KPdSU. Im Schachty-Prozess gegen Dmitri Pawlowitsch Grigorowitsch, Andrei Nikolajewitsch Sedelnikow, Wiktor Lwowitsch Körber und weitere Luftfahrtspezialisten bestätigte Sedow als einer der Zeugen die Sabotagevorwürfe gegen die Angeklagten.
Im Deutsch-Sowjetischen Krieg war Sedow 1941–1945 im Tschkalow-Flugzeugwerk in Nowosibirsk evakuiert, während seine Frau Jefrossinja Iwanowna geborene Tschelyschkowa (1896–1952) mit den beiden Kindern Nadeschda (* 1923) und Nikolai (* 1925) im blockierten Leningrad blieb. In Nowosibirsk wurde Sedow 1944 mit dem Piloten Alexander Iwanowitsch Pokryschkin bekannt.
Sedow arbeitete nach dem Krieg in Leningrad im Werk Nr. 272 bis 1955. Bei der Beantragung der Ehrung als Ausgezeichneter der Luftfahrtindustrie 1951 wurde erstmals offizielle der Doppelname Sedow-Serow verwendet.

## Ehrungen
- Silberkreuz des Bulgarischen Militärverdienstordens (1914)
- Ehrenzeichen der Sowjetunion (1945)
- Medaille „Für heldenmütige Arbeit im Großen Vaterländischen Krieg 1941–1945“
- Ausgezeichneter der Luftfahrtindustrie (1951)
- Ehrenpensionär (1955)[1][5]